# Parapotamos
Parapotamos (griechisch Παραπόταμος (m. sg.), albanisch Varfanji) ist ein Dorf und ein Gemeindebezirk der Gemeinde Igoumenitsa in der griechischen Region Epirus. Der Name bedeutet übersetzt ‚neben dem Fluss‘, was auf die Lage am Fluss Kalamas hinweist.

## Geschichte
Die meisten Einwohner von Parapotamos sind aus landwirtschaftlichen Gründen etwa nach dem Zweiten Weltkrieg aus Lambanitsa umgesiedelt. Bis heute gibt es zahlreiche Bauern, die den fruchtbaren Boden am Fluss Kalamas nutzen.
1919 wurde der Ort unter dem Namen Varfani (Βάρφανη) als Landgemeinde (kinotita) anerkannt, 1928 erfolgte die Umbenennung in Parapotamos. 1990 wurde Parapotamos Stadtgemeinde (dimos), 1997 um einige Nachbargemeinden erweitert. 2010 wurde diese Gemeinde nach Igoumenitsa eingemeindet und bildet seither einen Gemeindebezirk derselben.
Die Ortsgemeinschaft Parapotamos beherbergt 754 Einwohner und verfügt über ein Gymnasium sowie eine Apotheke. Es gibt mehrere Cafés sowie Restaurants.